# Фонтен су Жу
Фонтен су Жу (фр. Fontaine-sous-Jouy) насеље је и општина у северној Француској у региону Горња Нормандија, у департману Ер која припада префектури Евре.
По подацима из 2011. године у општини је живело 770 становника, а густина насељености је износила 105,05 становника/km². Општина се простире на површини од 7,33 km². Налази се на средњој надморској висини од 140 метара (максималној 134 m, а минималној 29 m).

## Демографија
| 1962. | 1968. | 1975. | 1982. | 1990. | 1999. | 2011. |
| ----- | ----- | ----- | ----- | ----- | ----- | ----- |
| 369   | 394   | 438   | 478   | 618   | 749   | 770   |

График промене броја становника у току последњих година